# Rimgaudas
Rimgaudas ist ein litauischer männlicher Vorname, abgeleitet von rim- (rimti) + gaud- (gaudyti). Die weibliche Form ist Rimgaudė.

## Personen
- Rimgaudas Abraitis (* 1934), Ingenieur und Energiewirtschaftler, Professor